# Такахару

31°55′42″ пн. ш. 131°0′28″ сх. д. / 31.92833° пн. ш. 131.00778° сх. д.
Такахару (яп. 高原町) — містечко в Японії, в повіті Нісімороката префектури Міядзакі.